# Daniël de Ridder
Daniël Robin Frederi de Ridder (ur. 6 marca 1984 w Amsterdamie) – holenderski piłkarz grający na pozycji skrzydłowego lub ofensywnego pomocnika.

## Kariera klubowa
De Ridder urodził się w Amsterdamie. Jego ojciec jest Holendrem, natomiast matka Żydówką. Piłkarską karierę rozpoczynał w Ajaksie Amsterdam. Najpierw grał w drużynie juniorów, a następnie w 2003 roku awansował do pierwszej drużyny. 21 stycznia 2004 zadebiutował w Eredivisie w wygranym 2:1 wyjazdowym meczu z Rodą JC Kerkrade. Natomiast w maju w wygranym 5:2 meczu z Willem II Tilburg strzelił swojego pierwszego gola w profesjonalnej karierze. Od czasu debiutu grał w lidze regularnie i został ze swoim zespołem mistrzem Holandii. Przed sezonem 2004/2005 Daniel przedłużył kontrakt do 2007 roku. Występował z Ajaksem w Lidze Mistrzów oraz wywalczył wicemistrzostwo kraju, a w Eredivisie strzelił 2 gole.
Latem 2005 de Ridder przeszedł do Celty Vigo i 25 września zadebiutował w Primera División w wygranym 2:1 meczu z Sevillą. Wystąpił w 17 ligowych meczach, w których zdobył 1 gola w meczu z Atlético Madryt. Z klubem z Vigo zajął 6. miejsce, a w sezonie 2006/2007 wystąpił z nim w Pucharze UEFA. Zagrał jednak tylko w 3 ligowych meczach, a Celta dość niespodziewanie spadła z ligi. Latem 2007 de Ridder podpisał kontrakt z beniaminkiem Premiership Birmingham City w którym zagrał tylko jeden sezon i po spadku swojego klubu do Championship podpisał kontrakt wiążący go na 3 lata z innym klubem Premiership – Wigan Athletic.
22 stycznia 2010 roku został wypożyczony do końca sezonu do Hapoelu Tel Awiw. Rozegrał tam 11 ligowych meczów, w których zdobył dwa gole, po czym wrócił do Wiganu. W sezonie 2011/2012 był graczem szwajcarskiego klubu Grasshoppers Zurych. Następnie grał kolejno w SC Heerenveen, RKC Waalwijk i SC Cambuur.
| Sezon   | Klub                | Kraj       | Rozgrywki          | Mecze | Bramki |
| ------- | ------------------- | ---------- | ------------------ | ----- | ------ |
| 2003/04 | AFC Ajax            | Holandia   | Eredivisie         | 15    | 1      |
| 2004/05 | AFC Ajax            | Holandia   | Eredivisie         | 15    | 2      |
| 2005/06 | Celta Vigo          | Hiszpania  | Primera División   | 17    | 1      |
| 2006/07 | Celta Vigo          | Hiszpania  | Primera División   | 3     | 0      |
| 2007/08 | Birmingham City     | Anglia     | Premiership        | 10    | 0      |
| 2008/09 | Wigan Athletic      | Anglia     | Premiership        | 18    | 0      |
| 2009/10 | Hapoel Tel Awiw     | Izrael     | Ligat ha’Al        | 14    | 2      |
| 2010/11 | Wigan Athletic      | Anglia     | Premiership        | 0     | 0      |
| 2011/12 | Grasshoppers Zurych | Szwajcaria | Swiss Super League | 21    | 3      |
| 2012/13 | SC Heerenveen       | Holandia   | Eredivisie         | 15    | 3      |
| 2013/14 | RKC Waalwijk        | Holandia   | Eredivisie         | 10    | 2      |
| 2014/15 | SC Cambuur          | Holandia   | Eredivisie         | 21    | 2      |

## Kariera reprezentacyjna
W 2003 roku de Ridder wziął z młodzieżową reprezentacją Holandii udział w Młodzieżowych Mistrzostwach Europy U-19, w których dotarł do drugiej rundy. Natomiast w 2006 roku znalazł się w kadrze na Młodzieżowe Mistrzostwa Europy w Portugalii. Był podstawowym zawodnikiem swojej drużyny, zagrał we wszystkich meczach i zdobył 1 gola w wygranym 1:0 meczu z Włochami. Wystąpił także w wygranym 3:0 finale z Ukrainą.